# Lucio Vagellio
Lucio Vagellio (in latino: Lucius Vagellius; Locri Epizefiri o Vibo, 5 circa – dopo il 47) è stato un magistrato e senatore romano, console dell'Impero romano.

## Biografia
Proveniente dalla città bruzzia di Locri o comunque di Vibo, Vagellio è stato ricostruito come homo novus, la cui carriera iniziò verosimilmente in epoca tardo-tiberiana.
Della sua carriera, però, quasi nulla è noto. L'unico incarico noto lo vede però al vertice dello stato romano: Vagellio fu infatti console suffetto al fianco di Gneo Osidio Geta per i mesi di settembre e ottobre del 47, sostituendo Tito Flavio Sabino. 
La sua residenza è stata identificata in una domus sul colle Celio, nel settore nord-est dell'attuale Ospedale Militare del Celio: la cisterna della domus fu distrutta nel grande incendio del 64.
È stato proposto che il poeta Vagellio, amico di Seneca che ne definisce una poesia come inclitum carmen, possa essere lo stesso Vagellio o un suo parente.
Dopo il suo consolato, Vagellio scompare dalla storia. È stato però ipotizzato che il Vagellio declamatore attaccato da Giovenale possa essere un suo discendente o persino lo stesso Vagellio.